# Sorkifalud, Vas
Sorkifalud  este un sat în districtul Szombathely, județul Vas, Ungaria, având o populație de 663 de locuitori (2011). 

## Demografie
Componența etnică a satului Sorkifalud
     Maghiari (100%)
Componența confesională a satului Sorkifalud
     Romano-catolici (68,17%)
     Luterani (10,11%)
     Reformați (2,56%)
     Fără religie (1,51%)
     Necunoscută (17,65%)
     Alte religii (0,6%)
Conform recensământului din 2011, satul Sorkifalud avea 663 de locuitori. Din punct de vedere etnic, majoritatea locuitorilor (100,0%) erau maghiari.  Din punct de vedere confesional, majoritatea locuitorilor (68,17%) erau romano-catolici, existând și minorități de luterani (10,11%), reformați (2,56%) și persoane fără religie (1,51%). Pentru 17,65% din locuitori nu este cunoscută apartenența confesională.